# Rangelo Janga
Rangelo Janga, né le 16 avril 1992 à Rotterdam aux Pays-Bas, est un footballeur international curacien. Il évolue au poste d'avant-centre.

## Biographie

### Carrière en club
Avec le club de l'AS Trenčín, il participe aux tours préliminaires de la Ligue des champions et de la Ligue Europa.
Le 20 juillet 2018, il signe avec le FK Astana.
Le 22 août 2020, il est prêté pour une saison, avec option d'achat, par le FK Astana au NEC Nimègue.

### Carrière en équipe nationale
Janga est appelé pour la première fois en sélection de Curaçao, en mars 2016 par Patrick Kluivert, pour un match contre la Barbade. 
Il inscrit son premier but en sélection, le 5 octobre 2016, contre l'équipe d'Antigua-et-Barbuda.

#### Buts en sélection
| Buts en sélection de Rangelo Janga | Buts en sélection de Rangelo Janga | Buts en sélection de Rangelo Janga                | Buts en sélection de Rangelo Janga | Buts en sélection de Rangelo Janga | Buts en sélection de Rangelo Janga | Buts en sélection de Rangelo Janga         |
|                                    | Date                               | Lieu                                              | Adversaire                         | Score                              | Résultat                           | Compétition                                |
| ---------------------------------- | ---------------------------------- | ------------------------------------------------- | ---------------------------------- | ---------------------------------- | ---------------------------------- | ------------------------------------------ |
| 1.                                 | 5 octobre 2016                     | Ergilio Hato Stadion, Willemstad (Curaçao)        | Antigua-et-Barbuda                 | 2-0                                | 3-0                                | QCAR 2017                                  |
| 2.                                 | 11 octobre 2016                    | Estadio Juan Ramón Loubriel, Bayamón (Porto Rico) | Porto Rico                         | 2-1                                | 2-4 a.p.                           | QCAR 2017                                  |
| 3.                                 | 13 juin 2017                       | Stade Saputo, Montréal (Canada)                   | Canada                             | 1-0                                | 1-2                                | Amical                                     |
| 4.                                 | 22 juin 2017                       | Stade Pierre-Aliker, Fort-de-France (Martinique)  | Martinique                         | 1-2                                | 1-2                                | CAR 2017                                   |
| 5.                                 | 10 septembre 2018                  | Ergilio Hato Stadion, Willemstad (Curaçao)        | Grenade                            | 5-0                                | 10-0                               | QGC 2019                                   |
| 6.                                 | 10 septembre 2018                  | Ergilio Hato Stadion, Willemstad (Curaçao)        | Grenade                            | 8-0                                | 10-0                               | QGC 2019                                   |
| 7.                                 | 10 septembre 2018                  | Ergilio Hato Stadion, Willemstad (Curaçao)        | Grenade                            | 9-0                                | 10-0                               | QGC 2019                                   |
| 8.                                 | 12 octobre 2018                    | IMG Academy, Bradenton (États-Unis)               | Îles Vierges des États-Unis        | 0-1                                | 0-5                                | QGC 2019                                   |
| 9.                                 | 19 novembre 2018                   | Ergilio Hato Stadion, Willemstad (Curaçao)        | Guadeloupe                         | 4-0                                | 6-0                                | QGC 2019                                   |
| 10.                                | 19 novembre 2018                   | Ergilio Hato Stadion, Willemstad (Curaçao)        | Guadeloupe                         | 6-0                                | 6-0                                | QGC 2019                                   |
| 11.                                | 14 novembre 2019                   | Ergilio Hato Stadion, Willemstad (Curaçao)        | Costa Rica                         | 1-0                                | 1-2                                | Ligue des nations de la CONCACAF 2019-2020 |

## Palmarès

### En club
- FK Astana
  - Champion du Kazakhstan en 2018 et 2019

### En sélection
- Équipe de Curaçao
  - Vainqueur de la Coupe caribéenne des nations en 2017